# 레디스 리그 베이스볼
레디스 리그 베이스볼(Ladies League Baseball)은 영화 "어 리그 오브 데어 오운"의 모태가 된 여성 야구 리그이다. 1997년에 4개의 구단(산 조세 스피릿파이어 , 롱 비치 에이시스 , 피닉스 페퍼스 , 로스 앤젤레스 레전드)의 참가로 시작하였으나, 두 시즌만 치른채 폐지되었다.